# Fouencamps
Fouencamps é uma comuna francesa na região administrativa de Altos da França, no departamento de Somme. Estende-se por uma área de 3,65 km². Em 2010 a comuna tinha 209 habitantes (densidade: 57,3 hab./km²).